# Paul-Camille-Lucien Gilson
Paul-Camille-Lucien Gilson, francoski general, * 1891, † 1977.